# Вальдеальгорфа
Вальдеальгорфа (ісп. Valdealgorfa) — муніципалітет в Іспанії, у складі автономної спільноти Арагон, у провінції Теруель. Населення — 685 осіб (2010).
Муніципалітет розташований на відстані близько 320 км на схід від Мадрида, 120 км на північний схід від міста Теруель.

## Демографія
Динаміка населення (INE ):